# Yamatentomon
Yamatentomon es un género de Protura en la familia Acerentomidae.

## Especies
- Yamatentomon breviseta Szeptycki & Imadaté, 1987
- Yamatentomon fujisanum Imadaté, 1964
- Yamatentomon kunnepchupi Imadaté, 1964
- Yamatentomon kurosai Imadaté, 1974
- Yamatentomon yamato (Imadaté & Yosii, 1956)